# Ocotea stenoneura
Ocotea stenoneura är en lagerväxtart som beskrevs av Mez & Pittier och Carl Christian Mez. Ocotea stenoneura ingår i släktet Ocotea och familjen lagerväxter. Inga underarter finns listade i Catalogue of Life.